# Malariavaccin
Malariavaccin, motmedel mot sjukdomen malaria, är en sentida uppfinning. Det första godkända vaccinet mot malaria är RTS,S, känt under varumärket Mosquirix. Från och med april 2022 har vaccinet givits till 1 miljon barn som bor i områden med måttlig till hög överföring av malaria. Det krävs minst tre doser hos spädbarn vid 2 års ålder, och en fjärde dos förlänger skyddet med ytterligare 1–2 år. Vaccinet minskar sjukhusinläggningar på grund av svår malaria med cirka 30 %.
Forskningen fortsätter med andra malariavacciner. Det mest effektiva malariavaccinet är R21/Matrix-M, utvecklat av Jenner Institute vid Oxfords universitet, med en effektivitetsgrad på 77 procent som visades i initiala försök och betydligt högre antikroppsnivåer än med RTS,S-vaccinet. Det är det första vaccinet som uppfyller Världshälsoorganisationens (WHO) mål om ett malariavaccin med minst 75 procents effektivitet. I april 2023 godkände Ghanas livsmedels- och drogmyndighet användningen av R21-vaccinet för barn mellan fem månader och tre år. Efter Ghanas beslut godkände Nigeria preliminärt R21-vaccinet.

## Godkända vacciner

### RTS,S

RTS,S rekombinant proteinvirusliknande partikel.

RTS,S/AS01 (varumärke Mosquirix) är det första malariavaccinet som godkänts för allmänt bruk. Det kräver minst tre doser hos spädbarn vid 2 års ålder, med en fjärde dos som förlänger skyddet med ytterligare 1–2 år. Vaccinet minskar sjukhusinläggningar på grund av svår malaria med cirka 30 %.
RTS,S utvecklades av PATH Malaria Vaccine Initiative (MVI) och GlaxoSmithKline (GSK) med stöd från Bill och Melinda Gates Foundation. Det är ett rekombinant vaccin som består av Plasmodium falciparum circumsporozoite-proteinet (CSP) från det preerytrocytiska stadiet. CSP-antigenet orsakar produktionen av antikroppar som kan förhindra invasionen av hepatocyter och framkallar även ett cellulärt svar som möjliggör förstörelse av infekterade hepatocyter. CSP-vaccinet gav problem i försöksstadiet på grund av dess dåliga immunogenicitet. RTS,S försökte undvika dessa genom att fusionera proteinet med ett ytantigen från hepatit B-viruset, vilket skapade ett mer potent och immunogent vaccin. När det testades i försök som en emulsion av olja i vatten och med de tillsatta adjuvanserna av monofosforyl A och QS21 (SBAS2), gav vaccinet skyddande immunitet till 7 av 8 frivilliga när de utmanades med P. falciparum.
RTS,S konstruerades med gener från det yttre proteinet från P. falciparum malariaparasit och en del av ett hepatit B-virus plus ett kemiskt adjuvans för att stärka immunsvaret. Infektion förhindras genom att inducera höga antikroppstitrar som blockerar parasiten från att infektera levern. I november 2012 fann en fas III-studie av RTS,S att det gav ett blygsamt skydd mot både klinisk och svår malaria hos spädbarn.
I oktober 2013 indikerade preliminära resultat av en klinisk fas III-prövning att RTS,S/AS01 minskade antalet fall bland små barn med nästan 50 procent och bland spädbarn med cirka 25 procent. Studien avslutades 2014. Effekterna av en boosterdos var positiva, även om den totala effekten tycks avta med tiden. Efter fyra år var minskningarna 36 procent för barn som fick tre sprutor och en boosterdos. Att missa boosterdosen minskade effekten mot svår malaria till en försumbar effekt. Vaccinet visade sig vara mindre effektivt för spädbarn. Tre doser vaccin plus en booster minskade risken för kliniska episoder med 26 procent under tre år men erbjöd inget signifikant skydd mot svår malaria.
I ett försök att ta emot en större grupp och garantera en varaktig tillgänglighet för allmänheten ansökte GSK om en marknadsföringslicens hos Europeiska läkemedelsmyndigheten (EMA) i juli 2014. GSK behandlade projektet som ett icke-vinstdrivande initiativ, där det mesta av finansieringen kom från Gates Foundation, en stor bidragsgivare till utrotning av malaria.
I juli 2015 fick Mosquirix ett positivt vetenskapligt utlåtande från Europeiska läkemedelsmyndigheten (EMA) om förslaget att vaccinet ska användas för att vaccinera barn i åldern 6 veckor till 17 månader utanför EU. Ett pilotprojekt för vaccination lanserades den 23 april 2019 i Malawi, den 30 april 2019 i Ghana och den 13 september 2019 i Kenya.
I oktober 2021 gav Världshälsoorganisationen för "bred användning" av vaccinet hos barn, vilket gör det till det första malariavaccinet att få denna rekommendation. I april 2022 har 1 miljon barn i Ghana, Kenya och Malawi fått minst en injektion av vaccinet.
I augusti 2022 tilldelade UNICEF ett kontrakt till GSK för att leverera 18 miljoner doser av RTS,S-vaccinet under tre år. Mer än 30 länder har områden med måttlig till hög malariaöverföring där vaccinet förväntas vara användbart.

### R21/Matrix-M
Det mest effektiva malariavaccinet är R21/Matrix-M, med 77 % effekt visad i de första försöken. Det är det första vaccinet som uppfyller Världshälsoorganisationens mål om ett malariavaccin med minst 75 % effekt. Den utvecklades genom ett samarbete mellan Oxfords universitet, Kenya Medical Research Institute, London School of Hygiene and Tropical Medicine, Novavax och Serum Institute of India. Försöken ägde rum vid Institut de Recherche en Sciences de la Santé i Nanoro, Burkina Faso med Halidou Tinto som huvudutredare. R21-vaccinet använder ett circumsporozoite-proteins (CSP) antigen, i en högre andel än RTS,S-vaccinet. Den använder samma HBsAg-kopplade rekombinanta struktur, men innehåller inget överskott av HBsAg. Det inkluderar Matrix-M-adjuvansen som också används i Novavaxs COVID-19-vaccin.
En fas II-studie rapporterades i april 2021, med en vaccineffektivitet på 77 % och antikroppsnivåer betydligt högre än med RTS,S-vaccinet. En boosterdos av R21/Matrix-M som ges 12 månader efter de primära tre doserna upprätthåller en hög effektivitet mot malaria, vilket ger ett högt skydd mot symtomatisk malaria i minst 2 år. En fas III-studie med 4 800 barn i fyra afrikanska länder rapporterades i november 2022, som visade vaccinets effektivitet på 74 % mot en allvarlig malariaepisod. Ytterligare data från flera studier håller på att samlas in. I april 2023 hade data från fas III-studien inte offentliggjorts formellt, men data från sent skede från studien delades med tillsynsmyndigheter.
Ghanas livsmedel- och drogsmyndighet godkände användningen av R21-vaccinet i april 2023, för användning till barn i åldrarna fem månader till tre år. Serum Institute of India förbereder sig för att producera 100–200 miljoner doser av vaccinet per år och bygger en vaccinfabrik i Accra, Ghana.

## Agenter under utveckling
Ett helt effektivt vaccin är inte tillgängligt mot malaria, även om flera vacciner är under utveckling. Flera vaccinkandidater inriktade på blodstadiet i parasitens livscykel har varit otillräckliga på egen hand. Flera potentiella vacciner riktade mot det pre-erytrocytiska stadiet håller på att utvecklas, med RTS,S och R-21/ som de enda godkända alternativet hittills.

### Nanopartikelförbättring av RTS,S
Under 2015 använde forskare en repetitiv antigendisplayteknik för att konstruera en nanopartikel som visade malariaspecifika B-cells- och T-cellsepitoper. Partikeln uppvisade ikosaedrisk symmetri och bar på sin yta upp till 60 kopior av RTS,S-proteinet. Forskarna hävdade att tätheten av proteinet var mycket högre än 14% av GSK-vaccinet.

### PfSPZ-vaccin
PfSPZ-vaccinet är en malariavaccinkandidat utvecklad av Sanaria med användning av strålningsförsvagade sporozoiter för att framkalla ett immunsvar. Kliniska prövningar har varit lovande, med prövningar i Afrika, Europa och USA som skyddar över 80 % av frivilliga. Det har varit föremål för viss kritik när det gäller den ultimata genomförbarheten av storskalig produktion och leverans i Afrika, eftersom den måste lagras i flytande kväve.
PfSPZ-vaccinkandidaten beviljades fast track-beteckning av U.S. Food and Drug Administration i september 2016.
I april 2019 tillkännagavs en fas III-studie i Bioko, planerad att starta i början av 2020.

### Annan utveckling
- SPf66 är ett syntetiskt peptidbaserat vaccin utvecklat av Manuel Elkin Patarroyos team i Colombia, och testades omfattande i endemiska områden på 1990-talet. Kliniska prövningar visade att det var otillräckligt effektivt, med 28% effektivitet i Sydamerika och minimal eller ingen effektivitet i Afrika.[35] Detta vaccin hade ingen skyddande effekt i den största placebokontrollerade randomiserade studien i Sydostasien och övergavs.[36]
- CSP (Circum-Sporozoit Protein) var ett vaccin utvecklat som från början verkade lovande nog att genomgå försök. Det är också baserat på circumsporozoit-proteinet, men har dessutom det rekombinanta (Asn-Ala-Pro15Asn-Val-Asp-Pro)2-Leu-Arg(R32LR)-proteinet kovalent bundet till ett renat Pseudomonas aeruginosa-toxin (A9). I ett tidigt skede visades emellertid en fullständig avsaknad av skyddande immunitet hos de inokulerade. Studiegruppen som användes i Kenya hade en 82% incidens av parasitemi medan kontrollgruppen endast hade en 89% incidens. Vaccinet var avsett att orsaka ett ökat T-lymfocytsvar hos de exponerade; detta observerades inte heller.
- Flerstegsvaccinet NYVAC-Pf7 försökte använda olika teknologier, som inkorporerade sju antigena gener från P. falciparum. Dessa kom från en mängd olika stadier under livscykeln. CSP och sporozoit-ytprotein 2 (kallat PfSSP2) härleddes från sporozoitfasen. Leverstadiets antigen 1 (LSA1), tre från det erytrocytiska stadiet (merozoit-ytprotein 1, serinupprepningsantigen och AMA-1), och ett sexuellt stadieantigen (25-kDa Pfs25) inkluderades. Detta undersöktes först med rhesusapor och gav uppmuntrande resultat: 4 av de 7 antigenerna producerade specifika antikroppssvar (CSP, PfSSP2, MSP1 och PFs25). Senare försök på människor, trots att de visade cellulära immunsvar hos över 90 % av försökspersonerna, hade mycket dåliga antikroppssvar. Trots detta efter administrering av vaccinet hade vissa kandidater fullständigt skydd när de utmanades med P. falciparum. Detta resultat har motiverat pågående försök.
- 1995 visade sig ett fältförsök som involverade [NANP]19-5.1 vara mycket framgångsrikt. Av 194 barn som vaccinerades utvecklade ingen symtomatisk malaria under den 12 veckor långa uppföljningsperioden, och endast 8 misslyckades med att ha högre nivåer av antikroppar närvarande. Vaccinet består av schizont-exportproteinet (5.1) och 19 upprepningar av sporozoit-ytprotein [NANP]. Teknikens begränsningar finns eftersom den endast innehåller 20 % peptider och har låga nivåer av immunogenicitet. Den innehåller inte heller några immundominanta T-cellsepitoper.[37]
- En kemisk förening som genomgår försök för behandling av tuberkulos och cancer - JmJc-hämmaren ML324 och den antituberkulära kliniska kandidaten SQ109 - är potentiellt en ny linje av läkemedel för att behandla malaria och döda parasiten i dess infektionsstadium. Fler tester måste fortfarande utföras innan föreningarna skulle godkännas som en genomförbar behandling.[38]

## Överväganden
Uppgiften att utveckla ett förebyggande vaccin mot malaria är en komplex process. Det finns ett antal överväganden att göra angående vilken strategi ett potentiellt vaccin bör anta.

### Parasitmångfald
P. falciparum har visat förmågan, genom utvecklingen av flera läkemedelsresistenta parasiter, för evolutionär förändring. Plasmodium-arten har en mycket hög replikationshastighet, mycket högre än vad som faktiskt behövs för att säkerställa överföring i parasitens livscykel. Detta gör det möjligt för farmaceutiska behandlingar som är effektiva för att minska reproduktionshastigheten, men inte stoppa den, att utöva ett högt selektionstryck, vilket gynnar utvecklingen av resistens. Processen med evolutionär förändring är en av de viktigaste övervägandena som är nödvändiga när man överväger potentiella vaccinkandidater. Utvecklingen av resistens kan orsaka en betydande minskning av effektiviteten av alla potentiella vacciner, vilket gör en noggrant utvecklad och effektiv behandling värdelös.

### Att välja att ta itu med symtomet eller källan
Parasiten inducerar två huvudsvarstyper från det mänskliga immunsystemet. Dessa är antiparasitisk immunitet och antitoxisk immunitet.
- "Anti-parasitisk immunitet" adresserar källan; den består av ett antikroppssvar (humoral immunitet) och ett cellmedierat immunsvar. Helst skulle ett vaccin möjliggöra utvecklingen av antiplasmodiska antikroppar förutom att generera ett förhöjt cellmedierat svar. Potentiella antigener mot vilka ett vaccin kan riktas kommer att diskuteras mer ingående senare. Antikroppar är en del av det specifika immunsvaret. De utövar sin effekt genom att aktivera komplementkaskaden, stimulera fagocytiska celler till endocytos genom vidhäftning till en yttre yta av de antigena substanserna, och därmed "markera" den som stötande. Humoral eller cellmedierad immunitet består av många sammanlänkade mekanismer som huvudsakligen syftar till att förhindra att infektion kommer in i kroppen (genom yttre barriärer eller fientliga inre miljöer) och sedan dödar alla mikroorganismer eller främmande partiklar som lyckas penetrera. Den cellmedierade komponenten består av många vita blodkroppar (såsom monocyter, neutrofiler, makrofager, lymfocyter, basofiler, mastceller, naturliga mördarceller och eosinofiler) som riktar sig mot främmande kroppar med en mängd olika mekanismer. I fallet med malaria skulle båda systemen vara inriktade på att försöka öka det potentiella svaret som genereras, och därmed säkerställa maximal chans att förebygga sjukdom.
- "Anti-toxisk immunitet" tar upp symptomen; det hänvisar till undertryckandet av immunsvaret i samband med produktionen av faktorer som antingen inducerar symtom eller minskar effekten som eventuella toxiska biprodukter (av mikroorganismnärvaro) har på utvecklingen av sjukdom. Till exempel har det visat sig att tumörnekrosfaktor-alfa har en central roll för att generera de symtom som upplevs vid svår P. falciparum-malaria. Ett terapeutiskt vaccin skulle således kunna rikta in sig på produktionen av TNF-a, vilket förhindrar andningsbesvär och cerebrala symtom. Detta tillvägagångssätt har allvarliga begränsningar eftersom det inte skulle minska parasitbelastningen; snarare minskar det bara den associerade patologin. Som ett resultat av detta finns det betydande svårigheter att utvärdera effektiviteten i försök på människor.

Om man tar hänsyn till denna information skulle en ideal vaccinkandidat försöka generera ett mer betydande cellmedierat och antikroppssvar vid parasitpresentation. Detta skulle ha fördelen av att öka hastigheten för parasitens eliminering, vilket minskar de upplevda symtomen och ger en nivå av konsekvent framtida immunitet mot parasiten.

### Potentiella mål
| Parasitstadiet        | Mål |
| --------------------- | --- |
| Sporozoit             | Hepatocytinvasion; direkt anti-sporozit                                                                                                 |
| Hepatozoit            | Direkt anti-hepatozoit. |
| Asexuell erytrocytisk | Anti-värderytrocyter, antikroppar som blockerar invasion; anti-receptorligand, antilösligt toxin                                        |
| Gametofyt             | Anti-gametocyt. Anti-värderytrocyter, antikroppar som blockerar befruktning, antikroppar som blockerar utträde från myggans mellantarm. |

Till sin natur är protozoer mer komplexa organismer än bakterier och virus, med mer komplicerade strukturer och livscykler. Detta ger problem vid vaccinutveckling men ökar också antalet potentiella mål för ett vaccin. Dessa har sammanfattats i livscykelstadiet och de antikroppar som potentiellt skulle kunna framkalla ett immunsvar.
Epidemiologin för malaria varierar enormt över hela världen och har lett till tron att det kan vara nödvändigt att anta väldigt olika vaccinutvecklingsstrategier för att rikta in sig på de olika populationerna. Ett typ 1-vaccin föreslås för de som mest exponeras för P. falciparum malaria i Afrika söder om Sahara, med det primära målet att minska antalet allvarliga malariafall och dödsfall hos spädbarn och barn som exponeras för höga överföringshastigheter. Typ 2-vaccinet kan ses som ett "resenärsvaccin", som syftar till att förhindra alla kliniska symtom hos individer utan tidigare exponering. Detta är ett annat stort folkhälsoproblem, med malaria som ett av de mest betydande hoten mot resenärers hälsa. Problem med tillgängliga farmaceutiska terapier inkluderar kostnader, tillgänglighet, negativa effekter och kontraindikationer, besvär och följsamhet, av vilka många skulle minska eller elimineras om ett effektivt (mer än 85–90 %) vaccin utvecklades.
Livscykeln för malariaparasiten är särskilt komplex och presenterar initiala utvecklingsproblem. Trots det enorma antalet tillgängliga vacciner finns det inga som riktar sig mot parasitinfektioner. De distinkta utvecklingsstadierna som är involverade i livscykeln presenterar många möjligheter för att rikta in sig mot antigener, vilket potentiellt kan framkalla ett immunsvar. Teoretiskt sett kan varje utvecklingsstadium ha ett vaccin utvecklat specifikt för att rikta in sig på parasiten. Dessutom skulle vilket vaccin som helst som produceras helst ha förmågan att vara av terapeutiskt värde såväl som att förhindra ytterligare överföring och kommer sannolikt att bestå av en kombination av antigener från olika faser av parasitens utveckling. Mer än 30 av dessa antigener undersöks av team över hela världen i hopp om att identifiera en kombination som kan framkalla immunitet hos den inokulerade individen. Några av tillvägagångssätten involverar ytuttryck av antigenet, hämmande effekter av specifika antikroppar på livscykeln och de skyddande effekterna genom immunisering eller passiv överföring av antikroppar mellan en immun och en icke-immun värd. Majoriteten av forskningen om malariavacciner har fokuserat på Plasmodium falciparum-stammen på grund av den höga dödligheten orsakad av parasiten och det lätta att utföra in vitro/in vivo-studier. De tidigaste vaccinerna försökte använda parasitproteinet circumsporozoit (CSP). Detta är det mest dominerande ytantigenet i den initiala pre-erytrocytiska fasen. Emellertid stötte man på problem på grund av låg effektivitet, reaktogenicitet och låg immunogenicitet.
- Det initiala stadiet i livscykeln, efter inokulering, är en relativt kort "pre-erytrocytisk" eller "hepatisk" fas. Ett vaccin i detta skede måste ha förmågan att skydda mot sporozoiter som invaderar och eventuellt hämmar utvecklingen av parasiter i hepatocyterna (genom att inducera cytotoxiska T-lymfocyter som kan förstöra de infekterade levercellerna). Men om några sporozoiter undvek immunsystemet skulle de ha potential att vara symtomatiska och orsaka den kliniska sjukdomen.
- Den andra fasen av livscykeln är den "erytrocytiska" eller blodfasen. Ett vaccin här skulle kunna förhindra merozoitförökning eller invasionen av röda blodkroppar. Detta tillvägagångssätt kompliceras av bristen på uttryck av MHC-molekyler på ytan av erytrocyter. Istället uttrycks malariaantigener, och det är detta som antikropparna potentiellt kan riktas mot. Ett annat tillvägagångssätt skulle vara att försöka blockera processen för erytrocytvidhäftning till blodkärlsväggar. Man tror att denna process är ansvarig för mycket av det kliniska syndromet som är associerat med malariainfektion; därför skulle ett vaccin som ges under detta stadium vara terapeutiskt och följaktligen administrerat under kliniska episoder för att förhindra ytterligare försämring.
- Den sista fasen av livscykeln som har potential att bli föremål för ett vaccin är det "sexuella stadiet". Detta skulle inte ge några skyddande fördelar för den inokulerade individen men skulle förhindra ytterligare överföring av parasiten genom att förhindra gametofyterna från att producera flera sporozoiter i myggans tarmvägg. Det skulle därför användas som en del av en policy inriktad på att eliminera parasiten från områden med låg prevalens eller för att förhindra utveckling och spridning av vaccinresistenta parasiter. Denna typ av överföringsblockerande vaccin är potentiellt mycket viktigt. Resistensutvecklingen hos malariaparasiten sker mycket snabbt, vilket potentiellt gör vilket vaccin som helst överflödigt inom några generationer. Detta tillvägagångssätt för att förhindra spridning är därför väsentligt.
- Ett annat tillvägagångssätt är att rikta in sig på proteinkinaserna, som finns under malariaparasitens hela livscykel. Forskning pågår om detta, men produktionen av ett faktiskt vaccin riktat mot dessa proteinkinaser kan fortfarande ta lång tid.[40]
- Rapport om en vaccinkandidat som kan neutralisera alla testade stammar av Plasmodium falciparum, den mest dödliga formen av parasiten som orsakar malaria, publicerades i Nature Communications av ett team av forskare från Oxfords universitet 2011.[41] Det virala vektorvaccinet, inriktat på en fullängds P. falciparum retikulocytbindande proteinhomolog 5 (PfRH5), visade sig inducera ett antikroppssvar i en djurmodell. Resultaten av detta nya vaccin bekräftade användbarheten av en nyckelupptäckt som rapporterats från forskare vid Wellcome Trust Sanger Institute, publicerad i Nature.[42] Den tidigare publikationen rapporterade att P. falciparum förlitar sig på en ytreceptor för röda blodkroppar, känd som "basigin", för att invadera cellerna genom att binda ett protein PfRH5 till receptorn.[42] Till skillnad från andra antigener av malariaparasiten som ofta är genetiskt olika, verkar PfRH5-antigenet ha liten genetisk mångfald. Det visade sig inducera mycket lågt antikroppssvar hos människor som naturligt exponeras för parasiten.[41] Den höga känsligheten hos PfRH5 för den kors-stamneutraliserande vaccininducerade antikroppen visade ett betydande löfte för att förhindra malaria på den långa och ofta svåra vägen för vaccinutveckling. Enligt professor Adrian Hill, en Wellcome Trust Senior Investigator vid Oxfords universitet, skulle nästa steg vara säkerhetstesterna av detta vaccin. Vid den tiden (2011) beräknades det att om dessa visade sig vara framgångsrika kunde de kliniska prövningarna på patienter påbörjas inom två till tre år.[43]
- PfEMP1, ett av de proteiner som är kända som  variant ytantigener som produceras av Plasmodium falciparum, visade sig vara ett nyckelmål för immunsystemets svar mot parasiten. Studier av blodprover från 296 mestadels kenyanska barn av forskare vid Burnet Institute och deras samarbetspartners visade att antikroppar mot PfEMP1 ger skyddande immunitet, medan antikroppar som utvecklats mot andra ytantigener inte gör det. Deras resultat visade att PfEMP1 kan vara ett mål för att utveckla ett effektivt vaccin som kommer att minska risken för att utveckla malaria.[44][45]
- Plasmodium vivax är den vanliga malariaarten som finns i Indien, Sydostasien och Sydamerika. Det kan förbli vilande i levern och återuppstå år senare för att framkalla nya infektioner. Två nyckelproteiner involverade i invasionen av de röda blodkropparna (RBC) av P. vivax är potentiella mål för läkemedels- eller vaccinutveckling. När det Duffy-bindande proteinet (DBP) från P. vivax binder Duffy-antigenet (DARC) på ytan av RBC, påbörjas processen för parasiten att komma in i RBC. Strukturer av kärnregionen av DARC och receptorbindningsfickan av DBP har kartlagts av forskare vid Washington University i St. Louis. Forskarna fann att bindningen är en tvåstegsprocess som innebär att två kopior av parasitproteinet fungerar tillsammans som en tång som "klämmer" två kopior av DARC. Antikroppar som stör bindningen genom att antingen rikta in sig på nyckelregionen i DARC eller DBP kommer att förhindra infektionen.[46][47]
- Antikroppar mot Schizont Egress Antigen-1 (PfSEA-1) visade sig inaktivera parasitens förmåga att spricka från de infekterade röda blodkropparna (RBC), vilket hindrade den från att fortsätta med sin livscykel. Forskare från Rhode Island Hospital identifierade Plasmodium falciparum PfSEA-1, ett 244 kd malariaantigen uttryckt i schizont-infekterade RBC. Möss vaccinerade med det rekombinanta PfSEA-1 producerade antikroppar som avbröt schizontrupturen från RBC och minskade parasitreplikationen. Vaccinet skyddade mössen från den dödliga utmaningen av parasiten. Tanzanianska och kenyanska barn som har antikroppar mot PfSEA-1 visade sig ha färre parasiter i blodet och ett lindrigare fall av malaria. Genom att blockera schizontutloppet kan PfSEA-1-vaccinet fungera synergistiskt med vacciner som riktar sig mot andra stadier av malarialivscykeln, såsom invasion av hepatocyter och RBC.[48][49]

### Blandning av antigena komponenter
Att öka den potentiella immuniteten som genereras mot Plasmodia kan uppnås genom att försöka rikta in sig på flera faser i livscykeln. Detta är dessutom fördelaktigt för att minska risken för att resistenta parasiter utvecklas. Användningen av multipelparasitantigener kan därför ha en synergistisk eller additiv effekt.
En av de mest framgångsrika vaccinkandidaterna i kliniska prövningar består av rekombinanta antigena proteiner till circumsporozoit-proteinet.

## Historia
Individer som exponeras för parasiten i endemiska länder utvecklar förvärvad immunitet mot sjukdomar och dödsfall. Sådan immunitet förhindrar dock inte malariainfektion; Immunindivider har ofta asymtomatiska parasiter i blodet. Detta innebär dock att det är möjligt att skapa ett immunsvar som skyddar mot parasitens skadliga effekter.
Forskning visar att om immunglobulin tas från vuxna immuna, renas och sedan ges till individer som inte har någon skyddande immunitet, kan ett visst skydd erhållas.

### Bestrålade myggor
1967 rapporterades det att en nivå av immunitet mot Plasmodium berghei-parasiten kunde ges till möss genom att exponera dem för sporozoiter som hade bestrålats med röntgenstrålar. Efterföljande människostudier på 1970-talet visade att människor kunde immuniseras mot Plasmodium vivax och Plasmodium falciparum genom att utsätta dem för bett av ett betydande antal bestrålade myggor.
Från 1989 till 1999 immuniserades elva frivilliga som rekryterats från United States Public Health Service, USA:s armé och USA:s flotta mot Plasmodium falciparum genom bett av 1001–2927 myggor som hade bestrålats med 15 000 rad gammastrålar från en Co -60 eller Cs-137 källa. Denna nivå av strålning är tillräcklig för att försvaga malariaparasiterna så att de, även om de fortfarande kan komma in i leverceller, inte kan utvecklas till schizonter eller infektera röda blodkroppar. Under ett intervall på 42 veckor visade 24 av 26 tester på frivilliga att de var skyddade från malaria.